# 学園浸透スパイ団事件
学園浸透スパイ団事件（がくえんしんとうスパイだんじけん）とは、ソウル大学校などへ日本の、主として関西地方から留学していた20名近い在日韓国人らが「北朝鮮のスパイ団」であるという国家保安法違反の容疑で中央情報部（KCIA）によって逮捕され、起訴された結果16名が裁判で死刑を含む有罪判決を受けるなどして収監されるに至った事件。
韓国では「在日同胞留学生スパイ事件」（朝: 재일동포 유학생 간첩사건）と呼ばれる。また、KCIAによって「事件の構図」が公表された日付が1975年11月22日だったことから、「11・22事件」（朝: 11.22사건）との通称でも知られる。
立件から35年以上を経た2012年5月までの時点で、かつての死刑囚を含む5名に再審で無罪が確定し、その他にも未確定ながら再審の下級裁判所で無罪判決が出され、それらの判決における事実認定などで事件そのものが当局による拷問から生じた虚偽自白などに基づく捏造であったことが濃厚とされるなど、歴史的・大規模な冤罪事件の様相を呈している
。

## 詳細
1975年11月22日、KCIAは国内メディアに対し「在日韓国人の留学生（母国留学生）21名を国家保安法及び反共法違反の嫌疑で逮捕し、検察庁に送致した」と発表し、「事件」の概要を公表した。

### 「首謀者」
「スパイ団」の「首謀者」として逮捕・投獄された徐勝・徐俊植の徐兄弟の内、徐勝が顔を含む上半身に火傷を負って公判に出廷し、その火傷も拷問によって負わされたものだと信じられたことなどにより、日本で徐兄弟の救援が広く主張され、兄弟による著書・「獄中からの手紙」（岩波新書 ISBN 4-00-420163-2）もベストセラーとなった。
なお勝は、実際に北朝鮮へ非合法の形で渡航して現地で工作員としての訓練を受けたことについては、現在も認めているものの、逮捕・起訴・有罪の根拠とされた容疑（実際に韓国でスパイ活動を行ったか）については、当時の裁判から現在に至るまで否認を貫いている。

## 冤罪
南アフリカにおいてアパルトヘイトへの事後的な解決を図った真実和解委員会の成功を受け、同様の歴史を抱える各国が同様の機関を設置した中、韓国も「真実・和解のための過去事（過去史）整理委員会」を設置して軍事独裁政権の時代に発生した重大な人権侵害の調査・検証を行った結果、この「学園浸透スパイ団事件」も事件そのものが国軍保安司令部（現・軍事安保支援司令部）による拷問から生じた虚偽自白などに基づいて捏造された冤罪であったと結論された。
2013年5月には、金大中に対する死刑判決の根拠となった供述（親北団体「韓国民主回復統一促進国民会議」、通称「韓民統」、現・在日韓国民主統一連合の指導者と断じた）をした2被告に対しても無罪判決が下り、確定した。